# Lucian Greens
Lucian Greens oder Lucian Green Party, später National Green Party, ist eine politische Partei im karibischen Inselstaat St. Lucia.

## Geschichte
Die Partei wurde erst 2010 gegründet und trat bei den Wahlen 2011 an, erhielt dort jedoch nur 23 Stimmen und ist seither nicht mehr in Erscheinung getreten.
2020 wurde bekannt, dass die Partei wieder bei Wahlen antreten will.